# Paris: The Song of a Great City

Paris: The Song of a Great City (titre complet : Paris, A Night Piece - The Song of a Great City) est un nocturne pour orchestre composé par Frederick Delius durant la période 1899-1900. Hans Haym, à qui Delius a dédié l’œuvre, dirigea la première le 14 décembre 1901 à Elberfeld, Allemagne,. Sir Thomas Beecham dirigea la première britannique à Liverpool le 11 janvier 1908. L'édition critique de la partition, publiée à la fin des années 1980, contient des modifications de Beecham et des modifications éditoriales d'Eric Fenby et de Norman Del Mar.
Alors que l’œuvre s’appuie sur les propres souvenirs de Delius de son séjour à Paris, le travail n'est pas une représentation littérale, mais a une nature plus « impressionniste ». Philip Heseltine commente cet impressionnisme :

« Pour Delius, Paris n'est pas seulement une ville de France, dont la vie collective est quelque chose à étudier objectivement, un lieu à part, un peu comme un entomologiste étudie une fourmilière ; c'est une partie de son âme, »

Delius avait une affection particulière pour Paris. Il y vécut de 1888 jusqu'à presque la fin du siècle. En 1896, il y rencontra sa future femme, Jelka Rosen. Et en 1899, il composa Paris: The Song of a Great City.
Dans les brouillons de ce morceau, Delius écrit une série d'impressions, comme « ville mystérieuse », « ville de plaisirs » ou « de la musique et de la danse gaie ». L'ouverture lente reflète la « ville mystérieuse ». Elle est suivie par la grouillante et réjouissante vie nocturne parisienne qui est alors interrompue par un passage luxuriant lyrique qui peut indiquer l'intimité de l'amour. Ensuite la musique des cafés et des music-hall est de nouveau entendue et la pièce se termine alors que la nuit se termine et que les bruits des rues qui se réveillent peuvent être entendus alors que l'aube apparait doucement et qu'une nouvelle journée commence.
Byron Adams (en) a noté l'influence de Richard Strauss dans le style de l’œuvre.
Anthony Payne a donné une caractérisation mixte de Paris, notant « qu'elle ferme la période initiale [de composition de Delius] et préfigure la prochaine dans des passages d'une beauté contemplative » et que cette œuvre est la « meilleure » de Delius à ce moment-là mais il ajoute qu'elle manque de « l'intense implication personnelle de ses œuvres majeures, ». Au contraire Hubert Foss considère cette œuvre comme « le premier des chefs-d'œuvre ultérieurs » de Delius.

### Citations
1. ↑  « For Delius, Paris is not merely a city of France, whose collective life is something to be studied objectively, from a place apart, much as an entomologist studies an ants' nest; it is a corner of his own soul. »
2. ↑  « closes the early period and foreshadows the next in passages of contemplative beauty. »
3. ↑  « the intense personal involvement of his great work. »
4. ↑  « the first of the later masterpieces. »

### références
- (en) Cet article est partiellement ou en totalité issu de l’article de Wikipédia en anglais intitulé « Paris: The Song of a Great City » (voir la liste des auteurs).
- (en) David Ewen, Encyclopedia of Concert Music, New York, Hill and Wang, 1959

1. ↑  Lionel Carley, « Hans Haym: Delius's Prophet and Pioneer », Music & Letters, vol. 54, no 1,‎ janvier 1973, p. 1–24 (DOI 10.1093/ml/LIV.1.1, JSTOR 734166)
2. 1 2  Byron Adams, Frederick Delius et Thomas Beecham, « Music Reviews: Paris: A Nocturne (The Song of a Great City) (ed. Beecham) », Notes (2nd Ser.), Notes, Vol. 46, No. 4, vol. 46, no 4,‎ juin 1990, p. 1063–1065 (DOI 10.2307/941281, JSTOR 941281)
3. ↑  Philip Jones, « Reviews of Music: Songs of Sunset; Paris: A Nocturne (The Song of a Great City); In a Summer Garden », Music & Letters, vol. 71, no 2,‎ mai 1990, p. 285–286 (JSTOR 736470)
4. ↑  Philip Heseltine, « Some Notes on Delius and His Music », The Musical Times, The Musical Times, Vol. 56, No. 865, vol. 56, no 865,‎ 1915, p. 137–142 (DOI 10.2307/909510, JSTOR 909510)
5. ↑  Anthony Payne, « Delius's Stylistic Development », Tempo (New Ser.), no 60,‎ winter 1961-1962, p. 6–16, 23–25 (lire en ligne, consulté le 23 mars 2008)
6. ↑  Hubert Foss, « The Instrumental Music of Frederick Delius », Tempo (New Ser.), no 26,‎ winter 1952-1953, p. 30–37 (lire en ligne, consulté le 23 mars 2008)